# Cyrtodactylus tibetanus
Espèce
Synonymes
- Alsophylax tibetanus Boulenger, 1905
- Cyrtopodion tibetanus (Boulenger, 1905)

Cyrtodactylus tibetanus est une espèce de geckos de la famille des Gekkonidae.

## Répartition
Cette espèce est endémique du Tibet en Chine. 

## Étymologie
Son nom d'espèce lui a été donné en référence au lieu de sa découverte.

## Publication originale
- Boulenger, 1905 : On some batrachians and reptiles from Tibet. Annals and magazine of natural history, ser. 7, vol. 15, n. 88, p. 378-379 (texte intégral).